# Kontra Edit
Kontra Edit (Kontráné Hegybíró Edit) (Pécs, 1952. –) magyar nyelvész. Az Eötvös Loránd Tudományegyetem Bölcsészettudományi Kar Angol–Amerikai Intézet egykori és a Selye János Egyetem jelenlegi egyetemi oktatója.

## Tanulmányai
Tanulmányait a József Attila Tudományegyetemen végzete 1971-1976 között. Majd 1994 és 1996 között az Exeteri Egyetemen tanárképzésben vett részt. 1998-ban doktori fokozatot szerzett a Glamorgani Egyetemen.
2012-ben habilitált az ELTE-n. Habilitációs értekezésének a címe A jelnyelv mint a siketek idegennyelv-tanulásának alapja és eszköze volt.

## Oktatói tevékenysége
1977-től 1983-ig a Veres Pálné Gimnázium angol-német szakos tanára. Majd 1982-től 1989-ig az International House és az ELTE Idegennyelvi Továbbképző Központ óraadó nyelvtanára. 1982-től az Állami Nyelvvizsga Bizottság tagja.
1989-től 1992-ig az Eötvös Loránd Tudományegyetem Tanárképző Főiskolai Kar (ELTE TFK) főiskolai docense. 1991 és 1992 között ELTE TFK Angol Tanszék, megbízott tanszékvezetője.
1991 és 1992 között az ELTE Egyetemi Tanács választott tagja.
1992-től az Eötvös Loránd Tudományegyetem Bölcsészettudományi Kar Angol–Amerikai Intézet oktatója.
1997-től 2002-ig az ELTE Angol-Amerikai Intézet intézetigazgató-helyettese.
2017-óta a komáromi Selye János Egyetem oktatója.

## Kutatási terület
Kontra fő kutatási területe az alkalmazott nyelvészet és nyelvpedagógia. 2005 óta foglalkozik a sajátos nevelési igényűek -siketek, súlyosan nagyothallók, diszlexiások-idegennyelv-elsajátítási folyamatainak és nyelvi jogainak vizsgálatával. Ebből a célból kollégáival kutatócsoportot létesített. Az elvégzett kutatás a siketekre és súlyosan nagyothallókra vonatkozóan úttörőnek mondható. Az országos kutatások lebonyolításához 2006 és 2010 között az NKTH Jedlik Ányos pályázata, 2012 és 2015 között az OTKA támogatását nyerte el kollégáival. 

## Publikációk
Kontrának a 3 legidézettebb publikációi közül kettő is a System folyóiratban jelent meg. A Google Tudós alapján a következő publikációk a legidézettebbek:
- Barrat, L., & Kontra, E. (2000). Native-English-speaking teachers in cultures other than their own. TESOL Journal. 9(3), 19–23.
- Kormos, J., Kontra, E., & Csölle, A. (2002). Language wants of English majors in a non-native context. System,  30(4), 517–542.
- Csizér, K., & Kontra, E. (2012). ELF, ESP, ENL and their effect on students’ aims and beliefs: A structural equation model. System, 40(1), 1–10